# 海老名市
海老名市（えびなし）は、神奈川県中部の県央地域に位置する市。
1971年（昭和46年）11月1日市制施行。人口は約14万人。2008年8月1日から景観行政団体となった。

## 概要
東京から50km（鉄道で約1時間）及び横浜から20km圏内にあり、相模国分寺跡等を有する歴史の街である。なお、地名の由来については諸説ある（後節参照）。
日本の高速道路のサービスエリアでは有数の規模を持つ海老名サービスエリア（東名高速道路）があることで知られる。また、海老名駅の近くには日本初のシネコン（マルチプレックスシネマ）とされるワーナー・マイカル・シネマズの一号店（2013年7月よりイオンシネマに改称）が1993年に開業した。さらに、2002年4月19日には同駅の近くに複合型商業施設「ViNAWALK」がオープン。2015年には駅西口で大型商業施設のららぽーと海老名が誕生するなど、元々田園地帯が広がっていた駅前は急速に発展している（詳細は「海老名駅#再開発事業」を参照）。2016年には海老名駅は一部のロマンスカーの停車駅となった。2021年に、駅前にロマンスカーミュージアムが開業、2023年には小田急電鉄の本社の一部が新宿から海老名駅前のオフィスビルに移転した。
近年、海老名駅前ではマンション建設が積極的に行われており、横浜・東京のベッドタウンとして注目を集めている。同時に市内には多くの田園地帯を抱えていて、伝統的な農業緑地と都市住宅が共存している市でもある。

## 地理
- 神奈川県のほぼ中央に位置し、市域は南北に長い。相模川の左岸に位置し、西部は広大な平地（相模平野）が広がるが、河岸段丘の地形から東部は高台（相模原台地）となっている。北部・西部は鉄道路線が交錯しており、南部は東名高速道路が通過している。
- 北緯：35度28分38秒～35度23分59秒[2]
- 東経：139度26分11秒～139度22分09秒[2]
- 東西：6150メートル、南北8700メートル[2]
- 海抜：11～84メートル[2]
- 面積：26.59平方キロメートル[2]

### 気候
横浜市、小田原市、三浦市などに対して、内陸に位置するため、気温の日較差・年較差が大きい。
2025年8月5日に観測した最高気温39.9°Cは神奈川県内の観測地点では最も高い値であり、1978年2月4日に観測した最低気温-8.9°Cは神奈川県内の観測地点では最も低い値である。ただし、神奈川県内で気象庁が気温を観測している地点は5ヶ所と少なく、その中で内陸に位置しているのは海老名市のみであるため、「海老名市が神奈川で最も暑く最も寒い」とは断言できない。
| 海老名市（海老名地域気象観測所）の気候                       | 海老名市（海老名地域気象観測所）の気候 | 海老名市（海老名地域気象観測所）の気候 | 海老名市（海老名地域気象観測所）の気候 | 海老名市（海老名地域気象観測所）の気候 | 海老名市（海老名地域気象観測所）の気候 | 海老名市（海老名地域気象観測所）の気候 | 海老名市（海老名地域気象観測所）の気候 | 海老名市（海老名地域気象観測所）の気候 | 海老名市（海老名地域気象観測所）の気候 | 海老名市（海老名地域気象観測所）の気候 | 海老名市（海老名地域気象観測所）の気候 | 海老名市（海老名地域気象観測所）の気候 | 海老名市（海老名地域気象観測所）の気候 |
| 月                                                           | 1月                                    | 2月                                    | 3月                                    | 4月                                    | 5月                                    | 6月                                    | 7月                                    | 8月                                    | 9月                                    | 10月                                   | 11月                                   | 12月                                   | 年                                     |
| ------------------------------------------------------------ | -------------------------------------- | -------------------------------------- | -------------------------------------- | -------------------------------------- | -------------------------------------- | -------------------------------------- | -------------------------------------- | -------------------------------------- | -------------------------------------- | -------------------------------------- | -------------------------------------- | -------------------------------------- | -------------------------------------- |
| 最高気温記録 °C （°F）                                       | 20.3 (68.5)                            | 25.3 (77.5)                            | 27.9 (82.2)                            | 31.0 (87.8)                            | 33.4 (92.1)                            | 37.6 (99.7)                            | 37.9 (100.2)                           | 39.9 (103.8)                           | 37.6 (99.7)                            | 33.4 (92.1)                            | 27.9 (82.2)                            | 24.6 (76.3)                            | 39.9 (103.8)                           |
| 平均最高気温 °C （°F）                                       | 10.6 (51.1)                            | 11.4 (52.5)                            | 14.4 (57.9)                            | 19.4 (66.9)                            | 23.8 (74.8)                            | 26.3 (79.3)                            | 30.1 (86.2)                            | 31.6 (88.9)                            | 27.9 (82.2)                            | 22.6 (72.7)                            | 17.6 (63.7)                            | 13.0 (55.4)                            | 20.7 (69.3)                            |
| 日平均気温 °C （°F）                                         | 4.7 (40.5)                             | 5.7 (42.3)                             | 9.1 (48.4)                             | 14.1 (57.4)                            | 18.6 (65.5)                            | 21.9 (71.4)                            | 25.7 (78.3)                            | 26.9 (80.4)                            | 23.3 (73.9)                            | 17.9 (64.2)                            | 12.3 (54.1)                            | 7.1 (44.8)                             | 15.6 (60.1)                            |
| 平均最低気温 °C （°F）                                       | −0.6 (30.9)                            | 0.3 (32.5)                             | 3.9 (39)                               | 8.8 (47.8)                             | 13.9 (57)                              | 18.3 (64.9)                            | 22.2 (72)                              | 23.2 (73.8)                            | 19.7 (67.5)                            | 14.0 (57.2)                            | 7.7 (45.9)                             | 1.9 (35.4)                             | 11.1 (52)                              |
| 最低気温記録 °C （°F）                                       | −7.7 (18.1)                            | −8.9 (16)                              | −5.6 (21.9)                            | −2.7 (27.1)                            | 4.2 (39.6)                             | 9.9 (49.8)                             | 14.2 (57.6)                            | 16.7 (62.1)                            | 10.6 (51.1)                            | 2.0 (35.6)                             | −1.5 (29.3)                            | −7.3 (18.9)                            | −8.9 (16)                              |
| 降水量 mm （inch）                                           | 67.3 (2.65)                            | 67.0 (2.638)                           | 143.9 (5.665)                          | 152.9 (6.02)                           | 156.9 (6.177)                          | 178.2 (7.016)                          | 191.2 (7.528)                          | 159.7 (6.287)                          | 254.2 (10.008)                         | 240.9 (9.484)                          | 103.2 (4.063)                          | 67.2 (2.646)                           | 1,760.9 (69.327)                       |
| 平均降水日数 （≥1.0 mm）                                     | 5.3                                    | 6.0                                    | 10.1                                   | 9.8                                    | 10.1                                   | 12.1                                   | 11.2                                   | 9.0                                    | 12.3                                   | 10.6                                   | 7.7                                    | 5.4                                    | 109.2                                  |
| 平均月間日照時間                                             | 190.8                                  | 168.2                                  | 166.5                                  | 175.0                                  | 178.4                                  | 123.2                                  | 156.7                                  | 189.8                                  | 132.4                                  | 133.2                                  | 150.5                                  | 179.7                                  | 1,946.9                                |
| 出典：気象庁（平均値：1991年 - 2020年、極値：1978年 - 現在） |                                        |                                        |                                        |                                        |                                        |                                        |                                        |                                        |                                        |                                        |                                        |                                        |                                        |

## 歴史

### 古代
- 縄文時代より肥沃な耕地であったことが知られている。
- 古墳時代には、国分に瓢箪塚古墳、上今泉に秋葉山古墳群、上郷に「有鹿の岡」などの前方後円墳や円墳が築造された。
- 天智天皇3年（664年）5月には、市内西部にある相模国の最古クラスの有鹿神社で祭礼を行った記録が残っている。
- 奈良時代には相模国の国分寺が置かれていた。

### 中世
- 平安時代中期より台頭してきた海老名氏がこの地域を所領する。海老名氏は村上源氏の血統で武蔵七党のうち横山党に属する（諸説ある）。
- 海老名氏の庇護を受けた有鹿神社が鎌倉時代の永徳元年（1381年）に神階の最高位である正一位を朝廷より賜る。
- 元弘3年（1333年）、鎌倉幕府打倒をめざして北関東から攻めてきた新田義貞軍により、海老名一帯は兵火の災いを受け、多くの社寺が壊滅。
- 永享10年（1438年）に永享の乱があり、鎌倉公方の足利持氏が宝樹寺（通称は海老名道場。廃寺のため現存せず）に本陣を置き、室町幕府軍と戦い敗走した。これによって海老名氏は滅亡し、海老名は再度兵火を蒙り衰微した。それ以降、上杉氏、後北条氏の庇護を受けるが、海老名地域が有力者の本拠地に直接なることは無くなった。
- 戦国時代末期、中新田に徳川家康家臣高木清秀が移り住む。

### 近世
- かつて大山街道（あるいは大山道）として大山阿夫利神社への参詣者が通る街道が敷かれていた。このルートは東海道の矢倉沢往還とも併称される「青山通り大山道」であり、現在は市内を通る神奈川県道40号横浜厚木線（旧国道246号線）として機能している。また「柏尾通り大山道」は、もう1つのルートとして現在の神奈川県道22号横浜伊勢原線を形成する形で市内を通っている。これらの古道を中心として江戸幕府領（天領）が置かれていたことやその空隙を縫って諸藩の飛地領が配されていた。
- 1684年4月27日-領主に直訴を企てた庄屋鈴木三太夫が捕らえられ、子ども共々処刑される。
- 大政奉還されるまでの知行権が及んでいた各地域。
  - 元旗本領地： 上郷村、河原口村、上今泉村、下今泉村、望地村、柏ヶ谷村、杉久保村、中河内村、本郷村、社家村、中野村（烏山藩との兼領）、門沢橋村、今里村を所領する。
  - 元佐倉藩領地　国分村、上河内村を所領する。
  - 元烏山藩領地　大谷村、中野村（旗本との兼領）を所領する。

### 近現代
- 明治以前は相模国高座郡であった。郡制の詳細は郡制を参照。
- 1872年（明治5年） - 日本は天保暦に代わり、『明治5年太政官布告第337号、改暦ノ布告』をもってこれよりグレゴリオ暦を導入する。
- 1889年 4月1日 - 高座郡上郷村、河原口村、中新田村、上今泉村、下今泉村、国分村、望地村、柏ヶ谷村、大谷村の区域より海老名村が成立。
- 1906年 - 現在の神奈川県立中央農業高等学校が開校。
- 1916年（大正5年） - 河原口に電灯がつく。
- 1918年 - 海老名村庁舎（現・温故館）完成。
- 1921年 3月3日 - 相模国分寺跡が国の史跡に指定される。
- 1926年 - 神中鉄道（現・相模鉄道）が厚木駅から二俣川駅間で開通。厚木駅（現在の厚木駅本屋）、相模国分駅（現・信号所）設置。相模鉄道（現・JR相模線）開通。厚木駅共用使用、社家駅設置。
- 1927年（昭和2年） - 小田原急行鉄道（現・小田急電鉄）開通。海老名国分駅（後に廃止）、河原口駅（現・厚木駅）設置。
- 1931年 - 門沢橋駅設置。
- 1940年 12月20日 - 町制施行し海老名町となる。
- 1941年 - 海老名駅設置。
- 1955年 7月20日 - 海老名町・有馬村が新設合併し、改めて海老名町が発足。
- 1956年 12月1日 - 県営水道による給水開始。
- 1966年 11月5日 - 旧町役場庁舎完成。
- 1968年 - 大和厚木バイパス開通（全線開通は1992年）。
- 1971年 11月1日 - 市制施行し海老名市となる。
- 1973年 - 小田急・相鉄海老名駅を現在位置に移設。
- 1978年 - 防災行政無線運用開始。
- 1979年 4月1日 - 神奈川県立海老名高等学校開校。
- 1983年 4月5日 - 神奈川県立有馬高等学校開校。
- 1987年3月21日 - 国鉄（現・JR）相模線海老名駅開業。
- 1989年（平成元年） - 市役所・消防本部移転。
- 1993年 - ワーナー・マイカル・シネマズ海老名（現・イオンシネマ海老名） オープン。日本初のシネコン（マルチプレックスシネマ）とされている。
- 1995年 - 海老名プライムタワー開業。
- 2001年 5月1日 - 座間警察署の管轄区域から分割され、海老名警察署開設。
- 2002年 4月19日 - 海老名駅前に複合型商業施設「ViNAWALK」オープン。
- 2010年 2月27日 - 神奈川県内初の首都圏中央連絡自動車道（圏央道）海老名IC - 海老名JCT間 開通。
- 2015年 10月29日 - ショッピングモール施設「ららぽーと海老名」オープン。
- 2023年（令和5年）2月20日 - 小田急電鉄が本社を海老名市に移転。

## 人口
- 海老名市は県内で最も人口増加率の高い市である（2019年）[注釈 2]。その理由としては、小田急・相鉄・JR相模線の3鉄道が乗り入れする便の良さが影響していると考えられる。また2000年代に入り、駅前開発が加速してるのも一因と考えられる。

| |                                          |  |
| 海老名市と全国の年齢別人口分布（2005年） | 海老名市の年齢・男女別人口分布（2005年） |  |
| ■紫色 ― 海老名市 ■緑色 ― 日本全国 | ■青色 ― 男性 ■赤色 ― 女性                |  |
| 海老名市（に相当する地域）の人口の推移 \| 1970年（昭和45年） \| 44,492人 \| \| \| 1975年（昭和50年） \| 59,783人 \| \| \| 1980年（昭和55年） \| 77,498人 \| \| \| 1985年（昭和60年） \| 93,159人 \| \| \| 1990年（平成2年） \| 105,822人 \| \| \| 1995年（平成7年） \| 113,430人 \| \| \| 2000年（平成12年） \| 117,519人 \| \| \| 2005年（平成17年） \| 123,764人 \| \| \| 2010年（平成22年） \| 127,707人 \| \| \| 2015年（平成27年） \| 130,190人 \| \| \| 2020年（令和2年） \| 136,516人 \| \| |                                          |  |
| 総務省統計局 国勢調査より |                                          |  |
| 1970年（昭和45年） | 44,492人                                 |  |
| 1975年（昭和50年） | 59,783人                                 |  |
| 1980年（昭和55年） | 77,498人                                 |  |
| 1985年（昭和60年） | 93,159人                                 |  |
| 1990年（平成2年） | 105,822人                                |  |
| 1995年（平成7年） | 113,430人                                |  |
| 2000年（平成12年） | 117,519人                                |  |
| 2005年（平成17年） | 123,764人                                |  |
| 2010年（平成22年） | 127,707人                                |  |
| 2015年（平成27年） | 130,190人                                |  |
| 2020年（令和2年） | 136,516人                                |  |

## 地域
海老名市では、一部の区域で住居表示に関する法律に基づく住居表示が実施されている。住居表示実施前の町名等欄で下線がある町名はその全部、それ以外はその一部である。
| 町名           | 町名の読み       | 町区域新設年月日 | 住居表示実施年月日 | 住居表示実施前の町名等                                                                                           | 備考 |
| -------------- | ---------------- | ---------------- | ------------------ | --- | ---- |
| 柏ケ谷一丁目   | かしわがや       | 2024年9月30日    | 2024年9月30日      | 大字柏ケ谷字長ヲサ・産川台・天谷原                                                                               |      |
| 柏ケ谷二丁目   | かしわがや       | 2024年9月30日    | 2024年9月30日      | 大字柏ケ谷字長ヲサ・産川台・天谷原・中原                                                                         |      |
| 柏ケ谷三丁目   | かしわがや       | 2024年9月30日    | 2024年9月30日      | 大字柏ケ谷字長ヲサ・産川台・天谷原                                                                               |      |
| 柏ケ谷四丁目   | かしわがや       | 2024年9月30日    | 2024年9月30日      | 大字柏ケ谷字天谷原・瀧ノ本・峰下                                                                                 |      |
| 柏ケ谷五丁目   | かしわがや       | 2024年9月30日    | 2024年9月30日      | 大字柏ケ谷字瀧ノ本・峰下                                                                                         |      |
| 柏ケ谷六丁目   | かしわがや       | 2024年9月30日    | 2024年9月30日      | 大字柏ケ谷字瀧ノ本・天谷原・産川台                                                                               |      |
| 東柏ケ谷一丁目 | ひがしかしわがや | 1977年5月1日     | 1977年5月1日       | 大字柏ケ谷字中原・字東原                                                                                         |      |
| 東柏ケ谷二丁目 | ひがしかしわがや | 1977年5月1日     | 1977年5月1日       | 大字柏ケ谷字中原・字東原・字大道付                                                                               |      |
| 東柏ケ谷三丁目 | ひがしかしわがや | 1977年5月1日     | 1977年5月1日       | 大字柏ケ谷字大道付                                                                                               |      |
| 東柏ケ谷四丁目 | ひがしかしわがや | 1977年5月1日     | 1977年5月1日       | 大字柏ケ谷字東原・字大道付                                                                                       |      |
| 東柏ケ谷五丁目 | ひがしかしわがや | 1977年5月1日     | 1977年5月1日       | 大字柏ケ谷字東原・字大道付                                                                                       |      |
| 東柏ケ谷六丁目 | ひがしかしわがや | 1977年5月1日     | 1977年5月1日       | 大字柏ケ谷字東原                                                                                                 |      |
| 上今泉         | かみいまいずみ   | 1955年7月20日    | 未実施             | |      |
| 上今泉一丁目   | かみいまいずみ   | 1976年1月1日     | 1976年1月1日       | 大字上今泉字谷、大字下今泉字虹ケ原・字才ノ神戸、大字国分字北原・字杉本                                           |      |
| 上今泉二丁目   | かみいまいずみ   | 1976年1月1日     | 1976年1月1日       | 大字上今泉字谷・字涯・字宿・字杉下、大字下今泉字宿ノ前・字才ノ神戸・字下境塚・字虹ケ原                           |      |
| 上今泉三丁目   | かみいまいずみ   | 1976年1月1日     | 1976年1月1日       | 大字上今泉字涯・字榎戸・字谷・字山野、大字下今泉字北原                                                           |      |
| 上今泉四丁目   | かみいまいずみ   | 1976年1月1日     | 1976年1月1日       | 大字上今泉字谷・字山野・字神後谷、大字下今泉字北原                                                               |      |
| 上今泉五丁目   | かみいまいずみ   | 1976年1月1日     | 1976年1月1日       | 大字上今泉字神後谷・字萩原谷・字産川・字中原、大字下今泉字天台・字中芝原、大字国分字北原・字杉本                 |      |
| 上今泉六丁目   | かみいまいずみ   | 1983年11月1日    | 1983年11月1日      | 大字上今泉字亀島・字中原・字産川                                                                                 |      |
| 下今泉         | しもいまいずみ   | 1955年7月20日    | 未実施             | |      |
| 下今泉一丁目   | しもいまいずみ   | 2000年8月28日    | 2000年8月28日      | 大字下今泉字中通・字田中・字地源地・字下長割・字鶴松・字大川渕・字反町                                           |      |
| 下今泉二丁目   | しもいまいずみ   | 2000年8月28日    | 2000年8月28日      | 大字下今泉字東中通・字西中通・字久根下・字中通・字上長割・字下長割・字大川渕・字富士之宮                         |      |
| 下今泉三丁目   | しもいまいずみ   | 2000年8月28日    | 2000年8月28日      | 大字下今泉字四ッ谷下・字関下・字上河原・字鳩川向・字上河原浦・字大川渕・字上長割・字中通・字西中通               |      |
| 下今泉四丁目   | しもいまいずみ   | 2000年8月28日    | 2000年8月28日      | 大字下今泉字四ッ谷下・字関下・字上河原・字下河原                                                                 |      |
| 下今泉五丁目   | しもいまいずみ   | 2000年8月28日    | 2000年8月28日      | 大字下今泉字下河原・字池田・字宮ノ前・字東中通・字富士之宮・字住吉・字田中                                       |      |
| 上郷           | かみごう         | 1955年7月20日    | 未実施             | |      |
| 上郷一丁目     | かみごう         | 2000年8月28日    | 2000年8月28日      | 大字上郷字馬船・字下郷・字山王脇・字熊ノ森・字宿・字西境目・字寺町・字高田・字堂場前・字宮畑                     |      |
| 上郷二丁目     | かみごう         | 2000年8月28日    | 2000年8月28日      | 大字上郷字向河原・字南河原                                                                                       |      |
| 上郷三丁目     | かみごう         | 2000年8月28日    | 2000年8月28日      | 大字上郷字向河原・字宿・字中割・字熊ノ森                                                                         |      |
| 上郷四丁目     | かみごう         | 2000年8月28日    | 2000年8月28日      | 大字上郷字向河原・字中割・字中河原・字外記河原・字外記                                                           |      |
| 国分北一丁目   | こくぶきた       | 1991年11月11日   | 1991年11月11日     | 大字国分字押掘・字尼寺・字大松原・字北原、大字上今泉字谷・字宿・字下境塚                                         |      |
| 国分北二丁目   | こくぶきた       | 1991年11月11日   | 1991年11月11日     | 大字国分字尼寺・字大松原・字北原                                                                                 |      |
| 国分北三丁目   | こくぶきた       | 1991年11月11日   | 1991年11月11日     | 大字国分字大松原・字北原・字杉本                                                                                 |      |
| 国分北四丁目   | こくぶきた       | 1991年11月11日   | 1991年11月11日     | 大字国分字北原・字杉本                                                                                           |      |
| 国分南一丁目   | こくぶみなみ     | 1991年2月25日    | 1991年2月25日      | 大字国分字押堀・字関免・字宿・字尼寺・字伊勢山・字南原・字宮台・字大松原                                         |      |
| 国分南二丁目   | こくぶみなみ     | 1991年2月25日    | 1991年2月25日      | 大字国分字宿・字伊勢山・字宮台・字大松原                                                                         |      |
| 国分南三丁目   | こくぶみなみ     | 1991年11月11日   | 1991年11月11日     | 大字国分字宮台・字南原・字関免、大字大谷字上打越、大字勝瀬字勝瀬                                                 |      |
| 国分南四丁目   | こくぶみなみ     | 1991年11月11日   | 1991年11月11日     | 大字国分字宮台・字伊勢山・字宿・字南原                                                                           |      |
| 望地一丁目     | もうち           | 1997年9月29日    | 1997年9月29日      | 大字望地字道下                                                                                                   |      |
| 望地二丁目     | もうち           | 1997年9月29日    | 1997年9月29日      | 大字望地字道下・字道上                                                                                           |      |
| 中央一丁目     | ちゅうおう       | 1991年2月25日    | 1991年2月25日      | 大字国分字押堀・字関免、大字上郷字牛ヶ淵・字鎌倉町、大字河原口字国分境                                           |      |
| 中央二丁目     | ちゅうおう       | 1991年11月11日   | 1991年11月11日     | 大字国分字関免・字南原、大字勝瀬字小宝                                                                           |      |
| 中央三丁目     | ちゅうおう       | 1994年12月5日    | 1994年12月5日      | 大字河原口字国分境・字二大縄・字相澤・字八反町、大字勝瀬字小宝                                                   |      |
| 中央四丁目     | ちゅうおう       | 2024年9月30日    | 2024年9月30日      | 大字河原口字相沢・字八反町、大字勝瀬字小宝                                                                       |      |
| 中央五丁目     | ちゅうおう       | 2024年9月30日    | 2024年9月30日      | 大字勝瀬字小宝、大字大谷字高田・字溝添                                                                           |      |
| 大字勝瀬       | かつせ           | 1955年7月20日    | 未実施             | |      |
| 勝瀬           | かつせ           | 1993年2月22日    | 1993年2月22日      | 大字勝瀬字勝瀬、大字大谷字市場                                                                                   |      |
| 河原口         | かわらぐち       | 1955年7月20日    | 未実施             | |      |
| 河原口一丁目   | かわらぐち       | 2012年8月13日    | 2012年8月13日      | 大字河原口、大字中新田                                                                                           |      |
| 河原口二丁目   | かわらぐち       | 2012年8月13日    | 2012年8月13日      | 大字河原口 |      |
| 河原口三丁目   | かわらぐち       | 2012年8月13日    | 2012年8月13日      | 大字河原口、大字上郷                                                                                             |      |
| 河原口四丁目   | かわらぐち       | 2012年8月13日    | 2012年8月13日      | 大字河原口 |      |
| 河原口五丁目   | かわらぐち       | 2012年8月13日    | 2012年8月13日      | 大字河原口 |      |
| 河原口六丁目   | かわらぐち       | 2024年9月30日    | 2024年9月30日      | 大字河原口 |      |
| さつき町       | さつきちょう     | 1973年5月1日     | 未実施             | |      |
| 浜田町         | はまだちょう     | 1980年6月1日     | 1980年6月1日       | 大字大谷字上打越・字上浜田・字下浜田                                                                             |      |
| 国分寺台一丁目 | こくぶんじだい   | 1974年7月1日     | 1974年7月1日       | 大字大谷字上打越・字天台・字上浜田                                                                               |      |
| 国分寺台一丁目 | こくぶんじだい   | 1974年7月1日     | 1992年2月24日      | 大字大谷字上打越、大字国分字宮台・字南原                                                                         |      |
| 国分寺台二丁目 | こくぶんじだい   | 1974年7月1日     | 1974年7月1日       | 大字大谷字天台・字上浜田・字下浜田・字樽井                                                                       |      |
| 国分寺台三丁目 | こくぶんじだい   | 1974年7月1日     | 1974年7月1日       | 大字大谷字樽井・字鍛治返                                                                                         |      |
| 国分寺台四丁目 | こくぶんじだい   | 1974年7月1日     | 1974年7月1日       | 大字大谷字下浜田・字吉久保・字鍛治返                                                                             |      |
| 国分寺台五丁目 | こくぶんじだい   | 1974年7月1日     | 1974年7月1日       | 大字大谷字鍛治返、大字杉久保字東谷                                                                               |      |
| 大谷           | おおや           | 1955年7月20日    | 未実施             | |      |
| 大谷北一丁目   | おおやきた       | 2008年2月25日    | 2008年2月25日      | 大字大谷字高田・字島廻・字溝添・字六ツ沼                                                                         |      |
| 大谷北二丁目   | おおやきた       | 2008年2月25日    | 2008年2月25日      | 大字大谷字市場                                                                                                   |      |
| 大谷北三丁目   | おおやきた       | 2008年2月25日    | 2008年2月25日      | 大字大谷字市場・字坊原                                                                                           |      |
| 大谷北四丁目   | おおやきた       | 2008年2月25日    | 2008年2月25日      | 大字大谷字上浜田・字下浜田・字坊原・字吉久保                                                                     |      |
| 大谷南一丁目   | おおやみなみ     | 2008年2月25日    | 2008年2月25日      | 大字大谷字六ツ沼・字流・字清水前                                                                                 |      |
| 大谷南二丁目   | おおやみなみ     | 2008年2月25日    | 2008年2月25日      | 大字大谷字坊原・字市場・字真鯨                                                                                   |      |
| 大谷南三丁目   | おおやみなみ     | 2008年2月25日    | 2008年2月25日      | 大字大谷字坊原・字下浜田・字吉久保・字向原・字真鯨                                                               |      |
| 大谷南四丁目   | おおやみなみ     | 2008年2月25日    | 2008年2月25日      | 大字大谷字向原・字真鯨・字清水前                                                                                 |      |
| 大谷南五丁目   | おおやみなみ     | 2008年2月25日    | 2008年2月25日      | 大字大谷字吉久保・字向原・字真鯨・字鍛冶返、大字杉久保字釜坂                                                     |      |
| 中新田         | なかしんでん     | 1955年7月20日    | 未実施             | |      |
| 中新田一丁目   | なかしんでん     | 2006年2月13日    | 2006年2月13日      | 大字中新田字上ケ見・字八ツ長・字東屋敷・字南田・字黒川戸・字石塚・字上一ツ橋・字一ツ橋                           |      |
| 中新田二丁目   | なかしんでん     | 2006年2月13日    | 2006年2月13日      | 大字中新田字五反田・字落シ田・字丸田・字西屋敷・字蔵ノ下・字名古沢                                               |      |
| 中新田三丁目   | なかしんでん     | 2006年2月13日    | 2006年2月13日      | 大字中新田字市街道・字伊勢宮下・字堂ノ下・字赤松原・字稲荷森・字神成畑・字一番河原・字並木外・字並木尻・字名古沢 |      |
| 中新田四丁目   | なかしんでん     | 2006年2月13日    | 2006年2月13日      | 大字中新田字下一ツ橋・字一本木・字上台ノ原・字一ツ橋・字下台ノ原・字東山王原・字山王原、大字大谷字護摩堂         |      |
| 中新田五丁目   | なかしんでん     | 2006年2月13日    | 2006年2月13日      | 大字中新田字稲荷森・字赤松原・字東柳原・字榎所・字山王原・字西山王原・字西柳原・字並木尻                         |      |
| 杉久保         | すぎくぼ         | 1955年7月20日    | 未実施             | |      |
| 杉久保北一丁目 | すぎくぼきた     | 2009年3月2日     | 2009年3月2日       | 大字杉久保字清水・字北山下・字南山下・字内藤原・字釜坂                                                           |      |
| 杉久保北二丁目 | すぎくぼきた     | 2009年3月2日     | 2009年3月2日       | 大字杉久保字北山下・字南山下・字内藤原・字中土合・字宮ノ前・字中原                                               |      |
| 杉久保北三丁目 | すぎくぼきた     | 2009年3月2日     | 2009年3月2日       | 大字杉久保字釜坂・字西谷・字東谷・字大久保、大字大谷字向原                                                       |      |
| 杉久保北四丁目 | すぎくぼきた     | 2009年3月2日     | 2009年3月2日       | 大字杉久保字富谷・字東谷・字大久保・字中原・字蓮谷                                                               |      |
| 杉久保北五丁目 | すぎくぼきた     | 2009年3月2日     | 2009年3月2日       | 大字杉久保字蓮谷・字星谷                                                                                         |      |
| 杉久保南一丁目 | すぎくぼみなみ   | 2009年3月2日     | 2009年3月2日       | 大字杉久保字南山下・字中土合・字宮ノ前・字赤坂、大字上河内字永池                                                 |      |
| 杉久保南二丁目 | すぎくぼみなみ   | 2009年3月2日     | 2009年3月2日       | 大字杉久保字中原                                                                                                 |      |
| 杉久保南三丁目 | すぎくぼみなみ   | 2009年3月2日     | 2009年3月2日       | 大字杉久保字下原・字星谷                                                                                         |      |
| 杉久保南四丁目 | すぎくぼみなみ   | 2009年3月2日     | 2009年3月2日       | 大字杉久保字赤坂・字下原                                                                                         |      |
| 杉久保南五丁目 | すぎくぼみなみ   | 2009年3月2日     | 2009年3月2日       | 大字杉久保字赤坂・字下原、大字上河内字山王原、大字本郷字上谷津                                                   |      |
| 今里           | いまざと         | 1955年7月20日    | 未実施             | |      |
| 今里一丁目     | いまざと         | 2010年2月1日     | 2010年2月1日       | 大字今里字井出野・字萩里・字擣衣・字調布                                                                         |      |
| 今里二丁目     | いまざと         | 2010年2月1日     | 2010年2月1日       | 大字今里字擣衣・字調布・字千鳥                                                                                   |      |
| 今里三丁目     | いまざと         | 2010年2月1日     | 2010年2月1日       | 大字今里字井出野・字萩里・字高野                                                                                 |      |
| 社家           | しゃけ           | 1955年7月20日    | 未実施             | |      |
| 社家一丁目     | しゃけ           | 2021年8月30日    | 2021年8月30日      | |      |
| 社家二丁目     | しゃけ           | 2021年8月30日    | 2021年8月30日      | |      |
| 社家三丁目     | しゃけ           | 2021年8月30日    | 2021年8月30日      | |      |
| 社家四丁目     | しゃけ           | 2021年8月30日    | 2021年8月30日      | |      |
| 社家五丁目     | しゃけ           | 2021年8月30日    | 2021年8月30日      | |      |
| 社家六丁目     | しゃけ           | 2021年8月30日    | 2021年8月30日      | |      |
| 上河内         | かみごうち       | 1955年7月20日    | 未実施             | |      |
| 中河内         | なかごうち       | 1955年7月20日    | 未実施             | |      |
| 本郷           | ほんごう         | 1955年7月20日    | 未実施             | |      |
| 中野           | なかの           | 1955年7月20日    | 未実施             | |      |
| 中野一丁目     | なかの           | 2011年8月15日    | 2011年8月15日      | 大字中野字桜野・字月ノ浦・字鴻敷                                                                                 |      |
| 中野二丁目     | なかの           | 2011年8月15日    | 2011年8月15日      | 大字中野字桜野・字月ノ浦・字雪里                                                                                 |      |
| 中野三丁目     | なかの           | 2011年8月15日    | 2011年8月15日      | 大字中野字雪里・字入内島                                                                                         |      |
| 門沢橋         | かどさわばし     | 1955年7月20日    | 未実施             | |      |
| 門沢橋一丁目   | かどさわばし     | 2007年2月13日    | 2007年2月13日      | 大字門沢橋字三島・字柳町・字源六島・字大和町・字東小路・字東河内・字捨六町                                       |      |
| 門沢橋二丁目   | かどさわばし     | 2007年2月13日    | 2007年2月13日      | 大字門沢橋字捨六町・字東小路・字馬場・字跡堀・字新田・字柳町・字八幡                                             |      |
| 門沢橋三丁目   | かどさわばし     | 2007年2月13日    | 2007年2月13日      | 大字門沢橋字八幡・字新田                                                                                         |      |
| 門沢橋四丁目   | かどさわばし     | 2007年2月13日    | 2007年2月13日      | 大字門沢橋字馬場・字平泉・字東小路・字稲荷町                                                                     |      |
| 門沢橋五丁目   | かどさわばし     | 2007年2月13日    | 2007年2月13日      | 大字門沢橋字源六島・字神崎・字平泉・字梶原                                                                       |      |
| 門沢橋六丁目   | かどさわばし     | 2007年2月13日    | 2007年2月13日      | 大字門沢橋字東河内・字東小路・字神崎・字源六島・字梶原                                                           |      |
| 扇町           | おうぎちょう     | 2016年8月20日    | 2015年6月15日      | 大字上郷字西境目・字扇田・字新川・字塚田・字蓮池・字上牛ヶ渕・字高田・字牛ヶ淵・字下鎌倉町・字寺町・字上鎌倉町   |      |
| 泉一丁目       | いずみ           | 2017年2月13日    | 2017年2月13日      | 大字上郷字牛ヶ淵・字東境目・字鎗田、大字上今泉字蛭沼                                                             |      |
| 泉二丁目       | いずみ           | 2017年2月13日    | 2017年2月13日      | 大字上郷字東境目・字鎗田・字西境目、大字下今泉字田中・字反町、大字上今泉字蛭沼                                   |      |
| めぐみ町       | めぐみちょう     | 2017年2月13日    | 2017年2月13日      | 大字上郷字牛ヶ淵・字鎌倉町・字大田切                                                                             |      |

1. ↑  海老名駅西口土地区画整理事業換地処分公告があった日（2016年8月19日）の翌日。

### 郵便
郵便番号
- 243-04XX - 綾瀬郵便局が管轄・集配を担当する（2017年8月20日までは海老名郵便局が集配を担当していたが、同年8月21日に綾瀬郵便局に移管された）。

## 行政

### 市政
- 市章 - 1950年（昭和25年）12月22日に海老名町章として制定
- 市の木（つげ） - 1972年（昭和47年）11月1日制定
- 市の花（さつき） - 1972年（昭和47年）11月1日制定
- 市の鳥（カワラヒワ） - 1991年（平成3年）11月1日制定、市制施行（移行）20周年記念

### 歴代市長
| 代 | 氏名     | 就任                       | 退任                       | 備考 |
| -- | -------- | -------------------------- | -------------------------- | ---- |
| 1  | 武藤文雄 | 1971年（昭和46年）11月1日  | 1975年（昭和50年）9月3日   |      |
| 2  | 左藤究   | 1975年（昭和50年）9月4日   | 1995年（平成7年）9月3日    |      |
| 3  | 竹内吉宣 | 1995年（平成7年）9月4日    | 1995年（平成7年）12月11日  |      |
| 4  | 亀井英一 | 1995年（平成7年）12月24日  | 2003年（平成15年）12月23日 |      |
| 5  | 内野優   | 2003年（平成15年）12月24日 | 現職                       |      |

### 国の行政機関
- 農林水産省関東農政局
  - 海老名統計・情報センター
- 国土交通省防災情報提供センター
  - 海老名（気象）観測所

### 県の行政機関
- 神奈川県海老名警察署
- 神奈川県企業庁海老名水道営業所
- 神奈川県産業技術センター（旧・県産業技術総合研究所）
- 神奈川県畜産技術センター（旧・畜産研究所）

### 広域行政機関
- 高座清掃施設組合（海老名市、座間市、綾瀬市）
- 広域大和斎場組合（海老名市、大和市、綾瀬市、座間市）

### 市の行政機関
- 海老名市消防本部

## 議会

### 神奈川県議会
2023年神奈川県議会議員選挙
- 選挙区：海老名市選挙区
- 定数：2人
- 投票日：2023年4月9日
- 当日有権者数：113,310人
- 投票率：40.91％

| 候補者名   | 当落 | 年齢 | 所属党派     | 新旧別 | 得票数   |
| ---------- | ---- | ---- | ------------ | ------ | -------- |
| 長田進治   | 当   | 57   | 自由民主党   | 現     | 23,996票 |
| 相原志穂   | 当   | 46   | 立憲民主党   | 新     | 15,398票 |
| 伊左次美江 | 落   | 61   | 日本維新の会 | 新     | 5,799票  |

### 衆議院
- 選挙区：神奈川13区 （大和市、海老名市、座間市（相模が丘1〜6丁目）、綾瀬市）
- 任期：2021年10月31日 - 2025年10月30日
- 投票日：2021年10月31日
- 当日有権者数：471,671人
- 投票率：55.77％

| 当落 | 候補者名 | 年齢 | 所属党派   | 新旧別 | 得票数    | 重複 |
| ---- | -------- | ---- | ---------- | ------ | --------- | ---- |
| 当   | 太栄志   | 44   | 立憲民主党 | 新     | 130,124票 | ○    |
| 比当 | 甘利明   | 72   | 自由民主党 | 前     | 124,595票 | ○    |

## 司法
- 横浜地方裁判所（管轄地：海老名市、横浜市、鎌倉市、藤沢市、茅ヶ崎市、大和市、綾瀬市、寒川町）
- 横浜家庭裁判所（管轄地：海老名市、横浜市、鎌倉市、藤沢市、茅ヶ崎市、大和市、綾瀬市、寒川町）
- 藤沢簡易裁判所（管轄地：海老名市、藤沢市、茅ヶ崎市、大和市、綾瀬市、寒川町）

## 経済

### 産業
商業
- ViNAWALK
  - TOHOシネマズ海老名

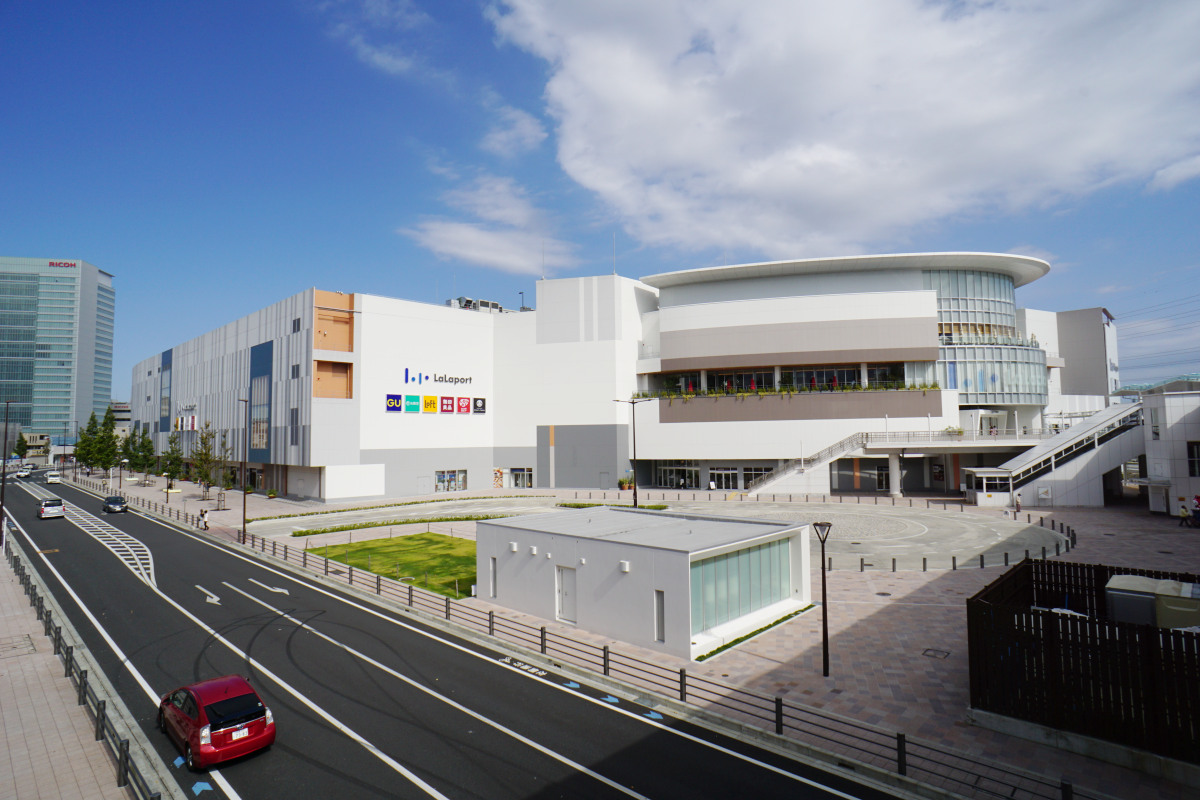
ららぽーと海老名

- ららぽーと海老名　　　　　　　　　　　　　　　　　　
- イオン海老名店
  - イオンシネマ海老名

- ショッパーズプラザ海老名（ダイエー海老名店）
- コジマ×ビックカメラ海老名店
- ヤマダデンキテックランド海老名店
- 島忠 海老名店
- くろがねや海老名下今泉店
- フードワン海老名店
- ケーヨーD2海老名店
- オートバックス海老名
- かしわ台スクエア
- ゆめみ処おふろの王様（旧ゆめみ処ここち湯） 海老名店
- マルエツさがみ野店
- 相鉄ローゼン
  - 海老名店
  - かしわ台店
  - さがみ野店
  - 杉久保店

農業
- いちご（いちご狩りも楽しめる）
- 温室トマト・温室キュウリ
- カーネーション
- バラ（青い薔薇も栽培）
- スイートピー
- 洋蘭（コチョウラン、カトレア）
- 稲作・畑作
- JAさがみ海老名グリーンセンター（海老名市大谷。JAによる農産物直売所）

本社を置く主な企業
- 小田急電鉄株式会社（新宿との2拠点体制、登記上の本店は東京都渋谷区）
- アツギ株式会社（ストッキングやタイツなどの製造・販売）
- 株式会社パブコ（三菱ふそうトラック・バス系）
- 株式会社オウルテック
- 泉橋酒造（日本酒「いづみ橋」）
- 自動車部品工業株式会社（いすゞ自動車系、親会社のIJTT（横浜市）に吸収合併され消滅）
- ビアメカニクス株式会社
- 芝浦プレシジョン（旧・東芝精器）
- ※富士コカ・コーラボトリング（株）は2005年にコカ・コーラ セントラル ジャパンに吸収合併され、本社は横浜市となる。工場施設などは残存。

工場・事業所のある主な企業
- リコーテクノロジーセンター（以前は日立製作所のパソコン開発拠点であった。横浜市戸塚区に移転）
- 雪印メグミルク 厚木マーガリン工場（海老名市中新田）
- 雪印メグミルク 海老名工場（海老名市中新田、旧・雪印乳業厚木工場）
- 富士フイルムビジネスイノベーション 海老名事業所
- YKベーキングカンパニー 海老名工場
- アートコーヒー 厚木工場（海老名市中新田）
- 毎日新聞首都圏センター 海老名工場（毎日新聞・スポーツニッポン印刷工場）
- サードウェーブ 海老名事業所

## 海老名市民の歌
- 海老名には、海老名市民の歌『わがまち海老名』がある。

## 姉妹都市・提携都市

### 国内
- 白石市（宮城県）
  - 1991年 11月1日 提携。
  - 1994年 10月23日 姉妹都市。
- 登別市（北海道）
  - 2010年 災害援助協定。
  - 2011年 トライアングル交流。
  - 2015年 5月18日 姉妹都市[6]。

災害時の支援協定は、他にも遠方・近隣の複数自治体と結んでいる。

## 教育
小中学校は全て海老名市立。

### 小学校
| - 海老名市立海老名小学校 - 海老名市立柏ケ谷小学校 - 海老名市立有鹿小学校 - 海老名市立有馬小学校 - 海老名市立大谷小学校 - 海老名市立上星小学校 - 海老名市立中新田小学校 | - 海老名市立門沢橋小学校 - 海老名市立東柏ケ谷小学校 - 海老名市立社家小学校 - 海老名市立杉久保小学校 - 海老名市立今泉小学校 - 海老名市立杉本小学校 |

### 中学校
- 海老名市立海老名中学校
- 海老名市立有馬中学校
- 海老名市立海西中学校
- 海老名市立柏ケ谷中学校
- 海老名市立大谷中学校
- 海老名市立今泉中学校

### 高等学校
- 神奈川県立有馬高等学校
- 神奈川県立海老名高等学校
- 神奈川県立中央農業高等学校

### 特別支援学校
- 神奈川県立えびな支援学校
- 神奈川県立座間支援学校有馬分教室

### 学校教育以外の教育訓練施設
- 神奈川県立かながわ農業アカデミー（農業者研修教育施設）

### 図書館
- 海老名市立中央図書館
- 海老名市立有馬図書館

海老名市では『海老名市奨学金条例』に基づく給付型奨学金制度がある。 主に高等学校・専修学校高等課程を対象としている。

## 交通

### 鉄道
東日本旅客鉄道（JR東日本）
■相模線
- - 門沢橋駅 - 社家駅 - 厚木駅 - 海老名駅 -

小田急電鉄
 小田原線
- - 海老名駅 - 厚木駅 -

相模鉄道（相鉄）
 相鉄本線
- - さがみ野駅 - かしわ台駅 - （相模国分信号所） - 海老名駅

厚木線 （貨物線）
- 相模国分信号所 - 厚木操車場

- また、東海道新幹線が新横浜駅 - 小田原駅間で約760メートルにわたって海老名市本郷（藤沢市との境界付近）を通過している。

### 路線バス
- 相鉄バス
- 神奈川中央交通
- 海老名市コミュニティバス

### 深夜急行バス
- 横浜駅西口→海老名駅東口（相鉄バス）

### 道路
- 高速道路
  - 中日本高速道路株式会社
    - E1 東名高速道路 :（4-2）海老名JCT -（SA）海老名SA
    - E1A 新東名高速道路 :（1）海老名南JCT
    - C4 首都圏中央連絡自動車道（圏央道） :（1）海老名南JCT -（4-2）海老名JCT -（31）海老名IC
- 一般国道
  - 国道246号
- 都道府県道
  - 主要地方道
    - 神奈川県道22号横浜伊勢原線
    - 神奈川県道40号横浜厚木線
    - 神奈川県道42号藤沢座間厚木線
    - 神奈川県道43号藤沢厚木線
    - 神奈川県道46号相模原茅ヶ崎線
    - 神奈川県道51号町田厚木線

  - 一般県道
    - 神奈川県道406号吉岡海老名線
    - 神奈川県道407号杉久保座間線
    - 神奈川県道408号社家停車場線

## 名所・旧跡・観光スポット・祭事・催事・宗教
- 相模国分寺跡（全国の国分寺の中で最初に国の史跡に指定された）
- 有鹿神社
- 海老名の大ケヤキ
- 有馬のハルニレ（ナンジャモンジャの木）※神奈川の名木100選
- 椿地蔵のツバキ
- 高座海軍工廠跡（敷地の主要部は現在の座間市）
- 常在寺
- 秋葉山古墳群（国の史跡）
- 海老名城（海老名氏館跡）
- 龍峰寺
- 海老名市温故館（旧海老名村役場・市立郷土資料館）
- 横須賀水道みち
- 伊勢山大神宮（伊勢神宮の御祭神を勧請）

## 公園
- 神奈川県立相模三川公園
- 海老名中央公園
- 海老名運動公園
- 海老名市北部公園体育館
- 河畔公園
- 今里庭球場
- 下今泉庭球場
- 中野多目的広場

## スポーツ
- 富士フイルムビジネスイノベーショングリーンエルクス

## レジャー
- 相模川の鮎釣り
- 海老名運動公園でバーベキューをすることが可能（事前に市または海老名運動公園に申請が必要）。

### 観光
- ぐるり一周いちご島

## 文化
- 海老名プレミアム映画祭
- 大谷歌舞伎 -（海老名市指定重要無形文化財 昭和50年指定）
- ささら踊り -（神奈川県指定無形民俗文化財 平成20年指定）

### 祭事
- 海老名市消防出初式（1月）
- はつはるまつり（2月）
- 緑化まつり（4月）
- 親子凧揚げ大会（4月）
- 海老名市民まつり（11月）
- ナイトウォークラリー（7月）
- 海老名市消防団操法大会（7月）
- 科学フェスティバル（8月）
- えびな“彩”festa
- ふれあいスポーツ交流大会
- 産業まつり（11月）
- ファミリー鉄道展（10月）

## 宗教施設
- ものみの塔聖書冊子協会日本支部
  - エホバの証人の海老名大会ホール

## 著名な出身者
- 伊左次雄介（元柔道選手）
- 井上滉稀（子役）
- 海老名氏（平安末期、鎌倉期の武家）
- 大島正健（日本人宗教家・教育者・言語学者）
- 神部為蔵 （実業家）
- 大西洸一郎（俳優）
- 大島正徳 （哲学者・教育家）
- 小澤正人（考古学者）
- 小山真理（フリーアナウンサー）
- 上小牧忠道（長野放送アナウンサー）
- 雉子牟田明子（元プロテニス選手）
- 雉子牟田直子（元プロテニス選手）
- 永井浩介（元俳優・政治家）
- 北浜健介（将棋棋士）
- きたやまようこ（絵本作家）
- 坂井田俊（映画監督）
- 朱里（女子プロレスラー、格闘家。STARDOM所属）
- 鈴木まりえ（タレント、歌手）
- 和田拓（ラグビー選手）
- 鈴木美羽（タレント）
- 原口真英（プロバスケットボール選手）
- 藤井聖（プロ野球選手）
- 小船翼（プロ野球選手）
- マーチン角屋（漫画家）
- 神木祐希（歌手）
- 水野良樹（ミュージシャン、いきものがかり。出生地は静岡県浜松市）
- 山下穂尊（ミュージシャン、元いきものがかり）
- 長﨑美柚（卓球選手）
- 武藤与志則（俳優・声優）
- 林愛夏（女優）
- 山本淳（元プロ野球選手）
- 横山道哉（元プロ野球選手）
- 永井陽右 （アクセプト・インターナショナル代表）
- 野中ともそ（作家、出生地は東京都）

## 特命大使

### 海老名市親善交流大使
- KENZO（2018年9月24日任命。「EBINAダンス」も監修）

## 海老名市に居住歴のある人物
- 久保田智子（元TBSテレビ社員、元アナウンサー）
- 三浦茉莉（フリーアナウンサー、元東海テレビアナウンサー）

## 舞台となった作品
- ラブリラン(RICOH Future House、海老名市文化会館、海老名駅周辺で撮影)
- G線上のあなたと私（ビナウォーク、海老名駅周辺で撮影）

## ナンバープレート
- 海老名市は、相模ナンバー（神奈川運輸支局）を割り当てられている。

相模ナンバー割り当て地域
- 厚木市、海老名市、綾瀬市、大和市、相模原市、座間市、愛甲郡（愛川町・清川村）

## 地名の由来
海老名の地名の由来には、
- 昔、この一帯がまだ海であった頃に大きな海老が棲んでいたからだという伝説的な説。
- 田んぼにいた小エビを「海老田」と呼ぶようになり、それが転じたという説。
- 昔この土地を支配していた海老名氏に由来するとする説。

など諸説ある。